# Tradiční čínské mince štěstí
Čínské kovové peníze byly oficiální měnou dynastie Čching. Každý císař razil své vlastní mince z bronzu, mědi nebo mosazi. Tyto mince byly vynikajícím symbolem císařské autority. Společně mince a císař, spojovali nebe a zemi, jin a jang. 

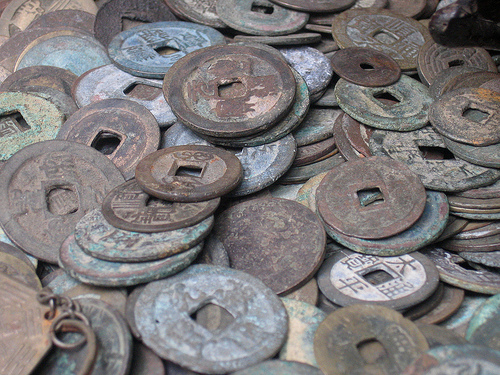
tradiční čínské mince

## Vzhled mincí a symbolika
Každá mince má dvě strany, v nichž se odráží mužský a ženský princip. Nebe si čínští filozofové vysvětlovali jako kruh a zemi ztělesňoval čtverec. Úkolem císaře bylo prostřednictvím zákonů nastolit mezi nebem a zemí mír a vyprosit u nebeského císaře dobrou úrodu a blahobyt.
Do jangové strany mince jsou vyryty čtyři znaky, které lemují strany otvoru a označují dynastii a císaře. Pokud je mince používána pro feng-šuej, tato strana by měla vždy směřovat ven. Strana jin má dva znaky, nebo může zůstat prázdná. Skrze otvor se provléká šňůrka, tyčka nebo kovové pruty. Pokud měly mince na své rubové straně zapsána slova, navazovaly se mince k sobě a tvořily verše, které poté měly člověku přinést štěstí. Mince měly ve svém středu čtvercovou dírku, která představuje energii Jin. Kulatý tvar mince pak symbolizuje energii Jang.
Takto svázané mince se zavěsí na červenou hedvábnou šňůrku, protože červená barva v Číně symbolizuje štěstí a prosperitu a nakonec se zauzlují uzlem štěstí. Na stužku se zavěšují v počtu tří, pěti, sedmi, nebo devíti kusů. Tři čínské mince štěstí svázané červenou stuhou je symbol trojice pro požehnání nebo štěstí pro nebe, zemi a lid. Pět mincí působí jako ochrana před nebezpečím a škodami. Pět mincí také znamená 5 prvků Feng-šuej (kov, dřevo, voda, oheň a země) pro vyvážený a harmonický život. Zavěšují se v čínských obchodech do vstupních dveří, aby přivolávaly bohatství. O svatební noci dávají rodiče nevěsty mince do postele, aby zajistili potomka. Na nový rok dostávaly děti v červené obálce mince, které měly přinést štěstí v nadcházejícím roce.
Mince, které se užívají pro věštění v I-ťingu, jsou tvořeny po vzoru mincí z konce 16. století, kdy vládla dynastie Ming. Pro účely tvorby trigramů se házelo třemi mincemi a dle pádu na popsanou, nebo nepopsanou stranu se tvořily diagramy. Díky spojení s I-ťing se staly Čínské mince tak hodnotným symbolem.

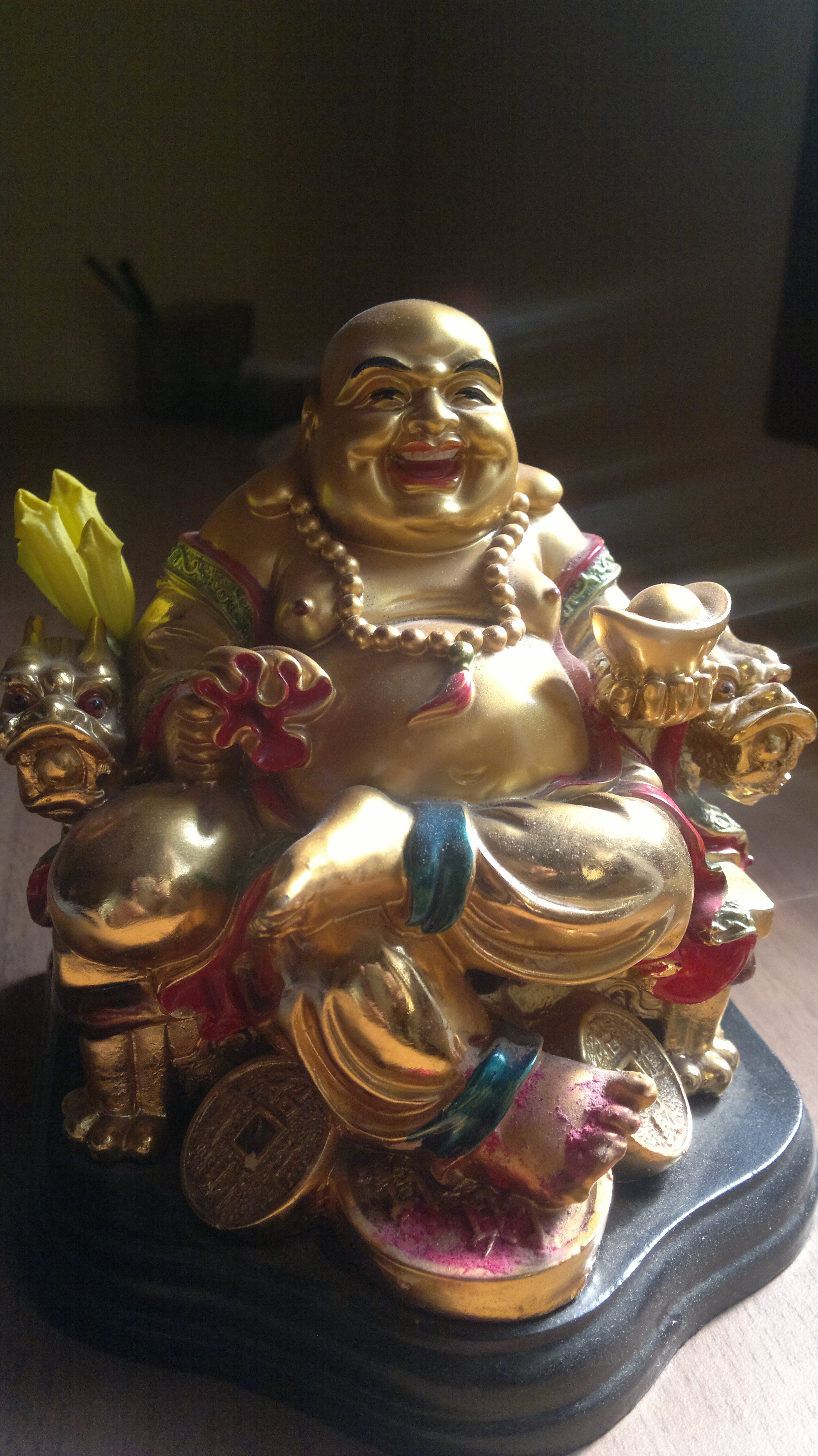
Putaj sedící na mincích

Velice známým symbolem spojeným s mincemi je vždy usměvavý Putai, který je často mylně považován za vyobrazení prvního Buddhy. Putaj byl skutečně žijícím mnichem. Byl milující bytostí, která se všem snažila pomoci z utrpení, ve svém pověstném pytli nosil vše pro potřebné, dokonce i mince. Nyní je často zobrazován, jak usměvavě sedí na hromadě zlatých mincí.

## Historie
První mince tohoto druhu se vyráběly už v období Válčících států (453 až 221 před naším letopočtem). Jejich tvar vznikl na základě kulatých nefritových destiček, které v době dynastie Čou sloužily jako rituální dárky. Vazalové je předávali panovníkovi při návštěvě dvora. Čchin Š-chuang-ti prohlásil mince používané v Čchin, které tam byly označovány za jedinou měnu v jeho sjednocené říši.
V některých případech navrhoval mince i císař. Když byl model schválen oficiálním místem, vyřezal se do dřeva, kosti nebo slonoviny, jež sloužily jako výchozí materiál pro první licí formu. Pomocí té se pak vyráběly první mince. Z původních mincí se vytvořily nové licí formy, které vytvořily “vzorové mince“. “Vzorové mince“ se rozeslaly do místních ateliérů v celé Číně, následně se vytvořily licí formy, v kterých se poté odlévaly mince pro oběh.

## Výroba mincí
V Číně se na výrobu peněžních prostředků používal i jiný materiál než bronz, například mince z olova a železa, také z papíru a látky, v ojedinělých případech i z bambusu nebo ze dřeva.
Starodávné čínské mince se vytvářely z hlíny, ale v 7. stol. se používalo k výrobě mincí pískové metody. Nejčasnější forma techniky odlévání používaná v čínské výrobě mincí byla s použitím forem připravených vyřezáváním obrazů a legendy mince přímo do bloku hlíny nebo mastku. Tato metoda se později stala běžnou.
K pískové metodě se užívaly dvě formy vyplněné jemným vlhkým pískem a na něj se pokládaly opatrně již předem vyrobené výchozí mince. Proces odlévání mincí zahrnuje použití obdélníkového rámu naplněného jemným mokrým pískem, pravděpodobně smíšeného s jílem, a sypaného dřevěným uhlím nebo uhelným prachem. Prach umožňuje hladké proudění roztaveného kovu. Působí také jako vrstva, která odděluje dvě poloviny forem. Mince se lisují na mokrý písek v dřevěném rámu (první polovina formy). Mezi mince jsou umístěny pruty, aby se vytvořily kanály, kde může roztavený kov proudit. Druhý rám (druhá polovina formy) se umístí na vrchol a pevně se stlačí. Toto vtiskne vzory líce a rubu mincí matky na písku v rámech. Tento proces vytváří „mincovní strom“, který na kanálech vrhá mince spojené tvrzeným kovem. Po odfouknutí písku se mince zlomí ze stromu.
Aby byly hrany hladké, mince se navléknou na dlouhou čtvercovou tyč a hrany mincí se uloží dolů. Před finálním navlékáním se dále leští ve vanách z plev nebo písku.

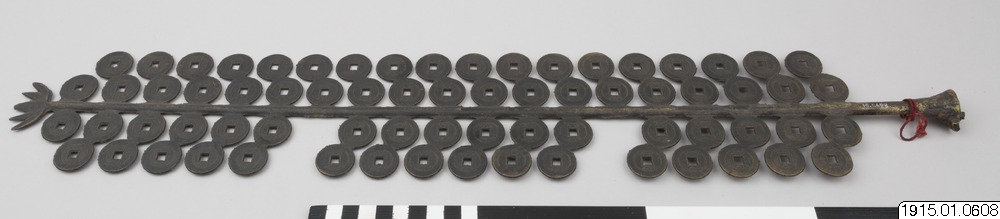
Chinese coin tree

## Čínské mince na Bali
Čínská přítomnost na Bali měla velký vliv na jejich kulturu a umění. Úzký vztah vedl k historickému manželství mezi králem Bali a čínskou princeznou. Král byl požádán, aby čínské mince byly součástí všech rituálů na Bali. Na Bali jsou rituály jednou z nejdůležitějších věcí v balijském životě, čínské mince se později staly součástí i peněžního systému.
Lidé na Bali provádějí určité rituály, jako jsou například ngabenské kremace nebo rituály pro butha kala nebo nižší božstva. Mince na tyto obřady nelze znovu použít.
Balijský kulturní úřad vytvořil Bali Heritage Trust. Vize je udržet čisté kulturní dědictví. Jejich prvním pilotním projektem bylo vyrobit čínské mince v balijských verzích. Tento projekt byl zahájen v roce 2004 a byl podpořen Organizací spojených národů pro sociální a kulturní organizaci UNESCO.
Ve vesnici Tojan vyrábí mince pro rituály. Tato továrna vyrábí různé verze z původních čínských mincí a mince jsou vyráběny pěti různými kovy známými jako „pěti silnými stránkami života“. Patří mezi ně železo, stříbro, měď, zlato a bronz. Materiály mají zvláštní význam a síly. Balijské znaky také vykazují zvláštní význam a silné stránky. Nahrazují čínské znaky, které většinou zaznamenávají jméno dynastie.Vedle každé strany čtvercového středového otvoru lze vidět slova „Sa, Ba, Ta, A“. Čtyři z nich opět představují sílu ve čtyřech rohových bodech kompasu. Nad písmeny je zobrazen symbol svatosti.

## Užití mincí v tradiční čínské medicíně
Gua sha(Kua-ša/Kvaša), Cạo gió (ve Vietnamu), kerokan (v Indonésii) nebo z ang. coining, je technika začleněná do praxe tradiční čínské medicíny. Tato metoda je široce praktikována zejména jihovýchodními Asijci, jako jsou Vietnamci, Thajci a Laoové. Protože ražení zanechává odlišné fyzické známky, pacienti jsou někdy nesprávně identifikováni jako oběti zneužívání. Kvůli obavám o zneužívání v mnoha západních národech, vedla tahle léčba ke kulturním zmatkům.

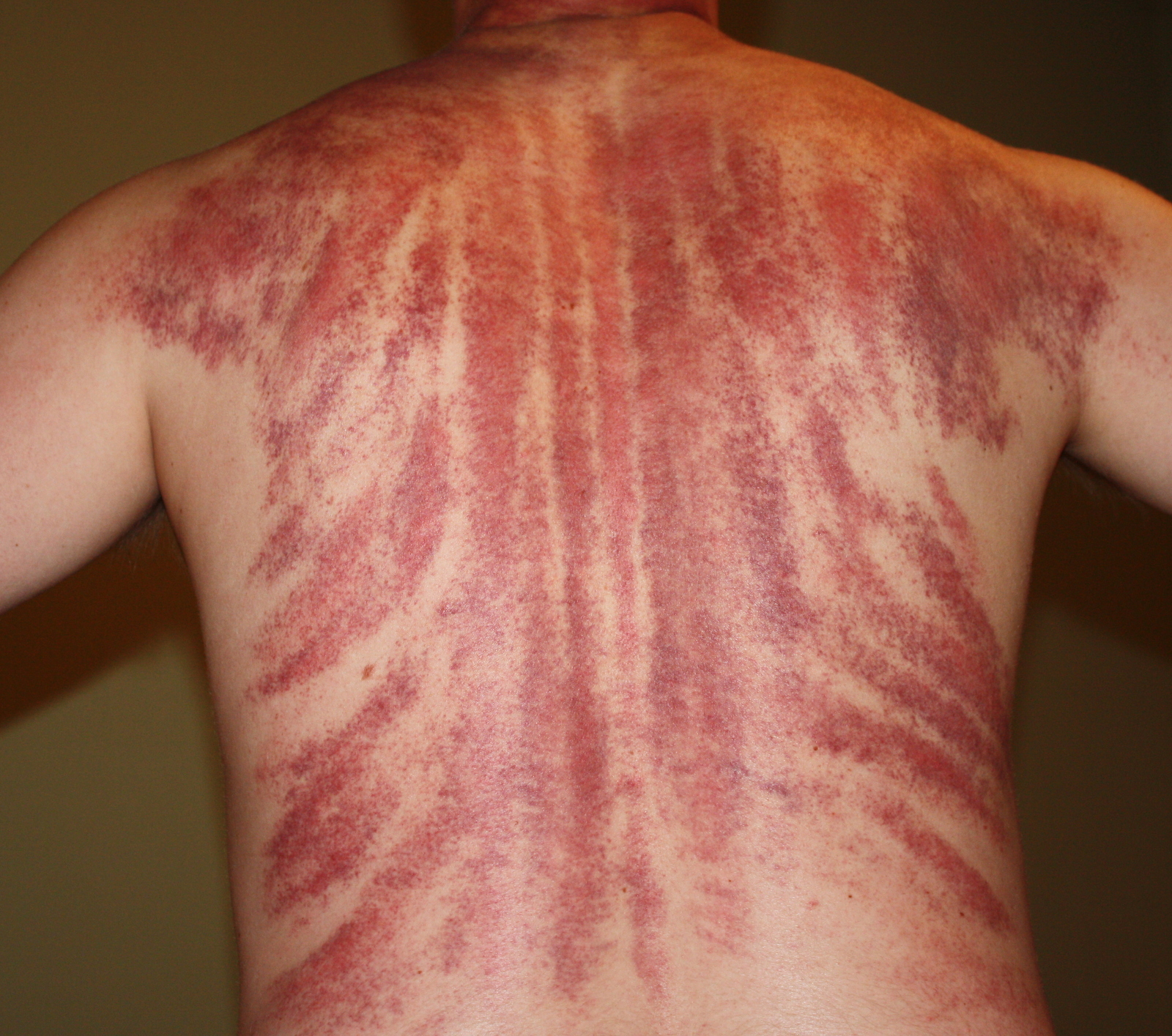
Léčba Gua sha

Kua-Ša může být doslovně přeloženo jako „chytit vítr“ a je navrženo tak, aby odčerpalo a uvolnilo nadměrný vítr v těle. Odtrháváním špatného větru umožňuje tělu pacienta najít přirozenou rovnováhu mezi jinem a jangem, což má za následek zlepšení zdraví. Razení je jedním z mnoha fyzických ošetření, včetně masáže a akupunktury, která je určena k vyvážení těchto dvou protikladných sil, aby se odstranila nemoc a nepohodlí. Kua-ša se používá k léčbě nachlazení, bolesti v krku, chřipce, zánětu vedlejších dutin nosních.
Kua-ša začíná masáží teplým olejem, který je smíchán s ohřevem esenciálních olejů. Léčba pokračuje, jakmile je mince opakovaně otírána o oblast kůže v dlouhých, plynulých pohybech, které se vždy pohybují od srdce. Krev začíná stoupat na povrch kůže a zanechává stopu, která se podobá modřině. Nejčastěji ošetřovanými oblastmi těla jsou hřbet a žebra. Stopy po dření kůže po čase zmizí. Tato léčba je navržena tak, aby přinášela rovnováhu do těla.